# Kera Till
Kera Till (* 1981 in München) ist eine deutsch-französische Illustratorin.

## Leben
Kera Till arbeitet als Illustratorin unter anderem für Marken wie Hermes, Chanel und Ladurée, außerdem für die deutsche und die japanische Vogue, das britische Magazin Tatler, Diese Süddeutsche Zeitung und die Frankfurter Allgemeine Zeitung. Für den Schriftsteller Maxim Biller illustrierte sie das Kinderbuch Jack Happy, zusammen mit Julia Werner konzipierte das Sachbuch Who is who im Kleiderschrank: Moden und ihre Namensgeber. Außerdem schrieb sie den Stadtführer München for Women. 2015 entwarf sie das Plakat für den Wiener Opernball. Ihre Illustration Commuting in Corona Times wurde während der COVID-19-Pandemie in zahlreichen Ländern online in den sozialen Medien geteilt. Für die Zeitung Die Welt ist Till „eine der gefragtesten Illustratorinnen der Welt“.

## Veröffentlichungen
- Lisa, Prinzessin über Nacht von Monika Czernin, mit Zeichnungen von Kera Till, Hanser Verlag Kinder- und Jugendbuch, München 2011, ISBN 978-3-446-23784-1.
- München for Women. Christian Brandstätter Verlag, Wien 2013, ISBN 3710601177
- Jack Happy von Maxim Biller, mit Zeichnungen von Kera Till. Atlantik, Hamburg 2014, ISBN 3-455-37008-X
- Who is who im Kleiderschrank: Moden und ihre Namensgeber, zusammen mit Julia Werner, Atlantik, Hamburg 2014, ISBN 3-455-37015-2